# Convento de Santa Clara (Aguilar de Campoo)
El convento de Santa Clara de Aguilar es un cenobio situado en la ribera derecha del río Pisuerga a su paso por la villa de Aguilar de Campoo, cuyas trazas arquitectónicas representan la sencillez característica de la expresión artística de la Orden de Santa Clara. Fue originalmente un convento franciscano fundado en el siglo XV por Juan Fernández Manrique de Lara, que fue ocupado por monjas clarisas procedentes del convento de Porquera de los Infantes en 1436. Con la sola excepción del periodo de la guerra de la Independencia, las Hermanas de los Pobres de Santa Clara han venido habitando el convento desde entonces, encargándose de su mantenimiento de manera que el actual estado de conservación es bueno. 
La estructura del conjunto edificado es la típica de los cenobios franciscanos, regla a la que pertenecen las clarisas: un gran recinto tapiado en cuyo interior se disponen la huerta, el obrador, la cocina, el comedor o refectorio, la iglesia, el claustro, la biblioteca, y las salas capitulares. El templo es de nave única dividida en cuatro bóvedas de crucería, con presbiterio rectangular. En el interior destacan una virgen sedente policromada del siglo XIII y un cristo de madera del XIV, además de la reja y los retablos. En las claves de crucería se aprecian labradas las armas de la casa de Rojas. El resto de dependencias están construidas con sillería del siglo XVIII. El claustro es de dos plantas, la inferior con arcadas de medio punto sobre pilares rectangulares rematados por capiteles con nacela. Los techos son de artesonado.
En 1991 fue declarado bien de interés cultural.